# Chiesa di San Pietro (Gallarate)
La chiesa di San Pietro è un edificio religioso situato a Gallarate, in provincia di Varese sotto l'arcidiocesi di Milano. Edificata intorno al XII secolo, è la più antica chiesa di Gallarate.

## Storia e descrizione
Fu costruita tra il XI secolo e il XIII secolo dai maestri comacini, in stile architettonico romanico ma con elementi gotici.
Nel corso dei secoli ha subito diverse modifiche come la costruzione di un campanile, la costruzione di absidi laterali, l'allargamento di quello centrale, l'apertura di finestre barocche, la trasposizione della porta di ingresso ed altre modifiche che ne hanno rovinato la primitiva bellezza.
Dopo la distruzione di Castelseprio, la chiesa costituì a lungo un riferimento non solo per Gallarate (di cui fu parrocchiale) ma anche per il resto del Contado del Seprio. In questo contesto, nel XV secolo fu trasformata in fortilizio. Successivamente fu adibita ad altri usi come luogo per riunioni, locale per falegnami e macelleria.
Nel 1844 fu dichiarato monumento nazionale, dal 1897 al 1911 furono eseguiti lavoro di restauro che consistettero nella demolizione del campanile e delle case addossate alla chiesa, nella ricostruzione dell'antico tetto in legno e dell'abside originario e nella decorazione delle pareti interne. Il 28 ottobre 1911 venne nuovamente consacrata.
Gli archetti intrecciati che corrono lungo il perimetro esterno presentano capitelli dalle forme ispirate al regno vegetale ed animale. Lungo le pareti e negli angoli esterni trovano posto alcuni bassorilievi.
L'interno della chiesa, a navata unica, presenta una copertura a capanna.

## Galleria d'immagini

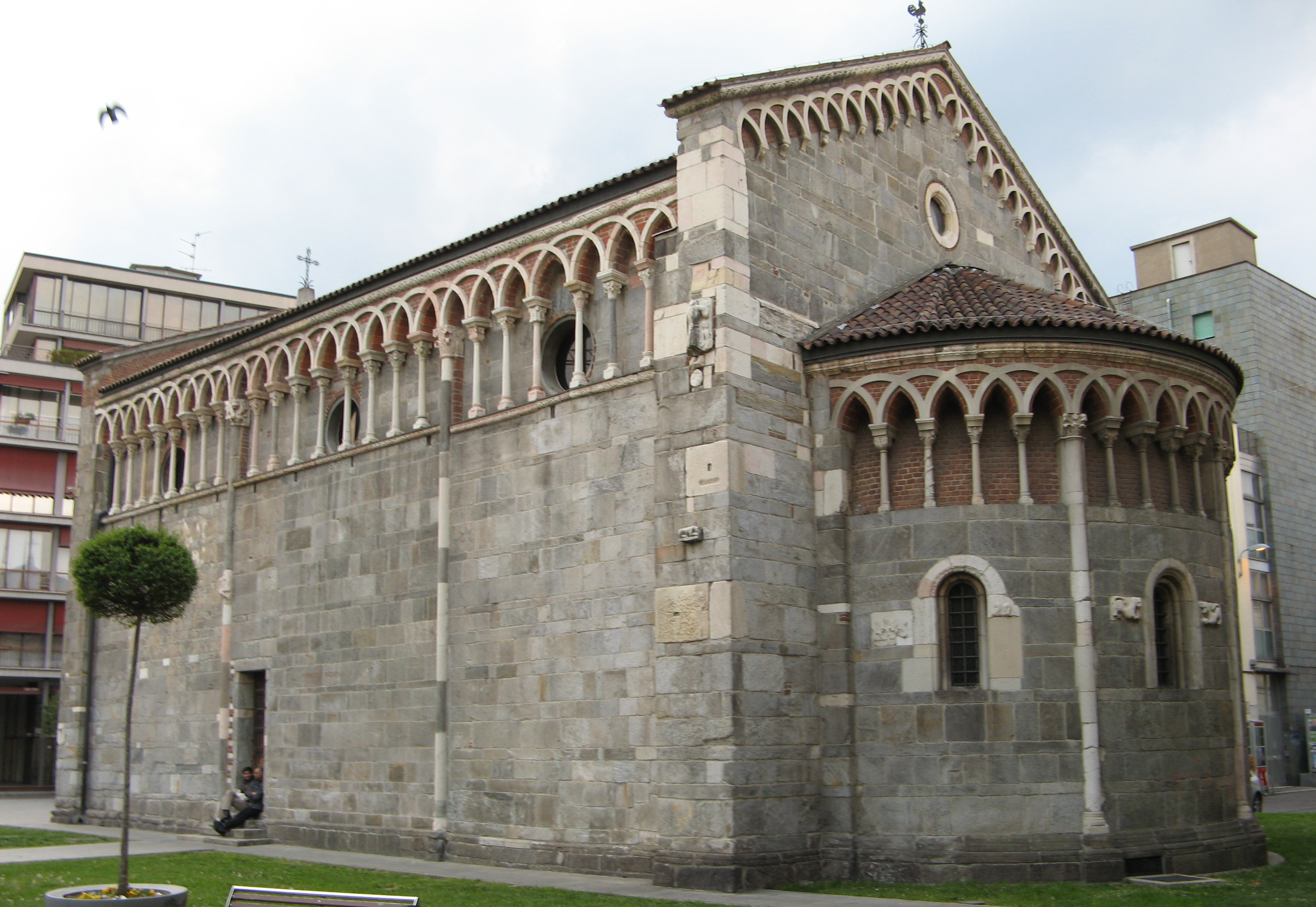
La parte absidale
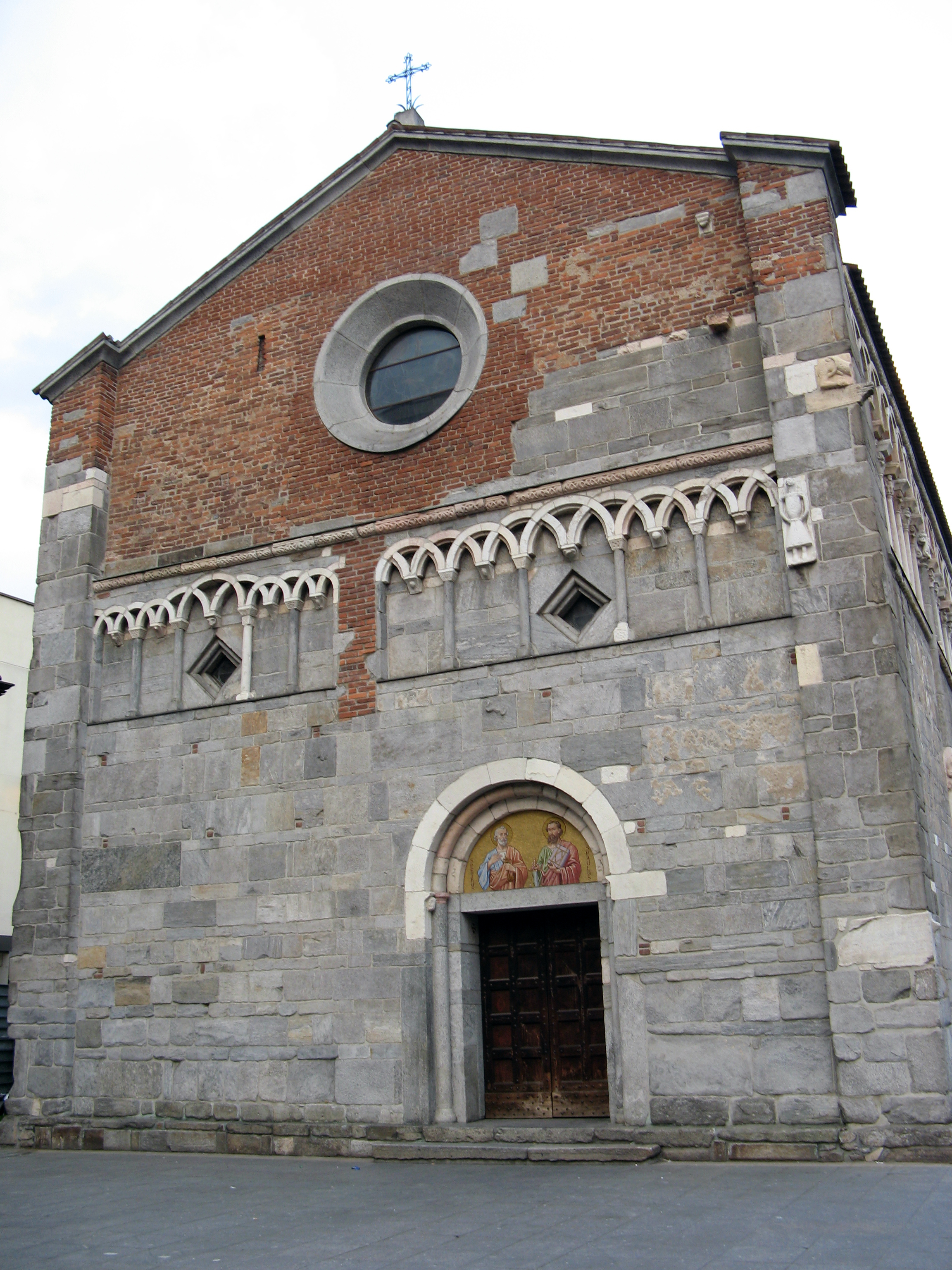
La facciata
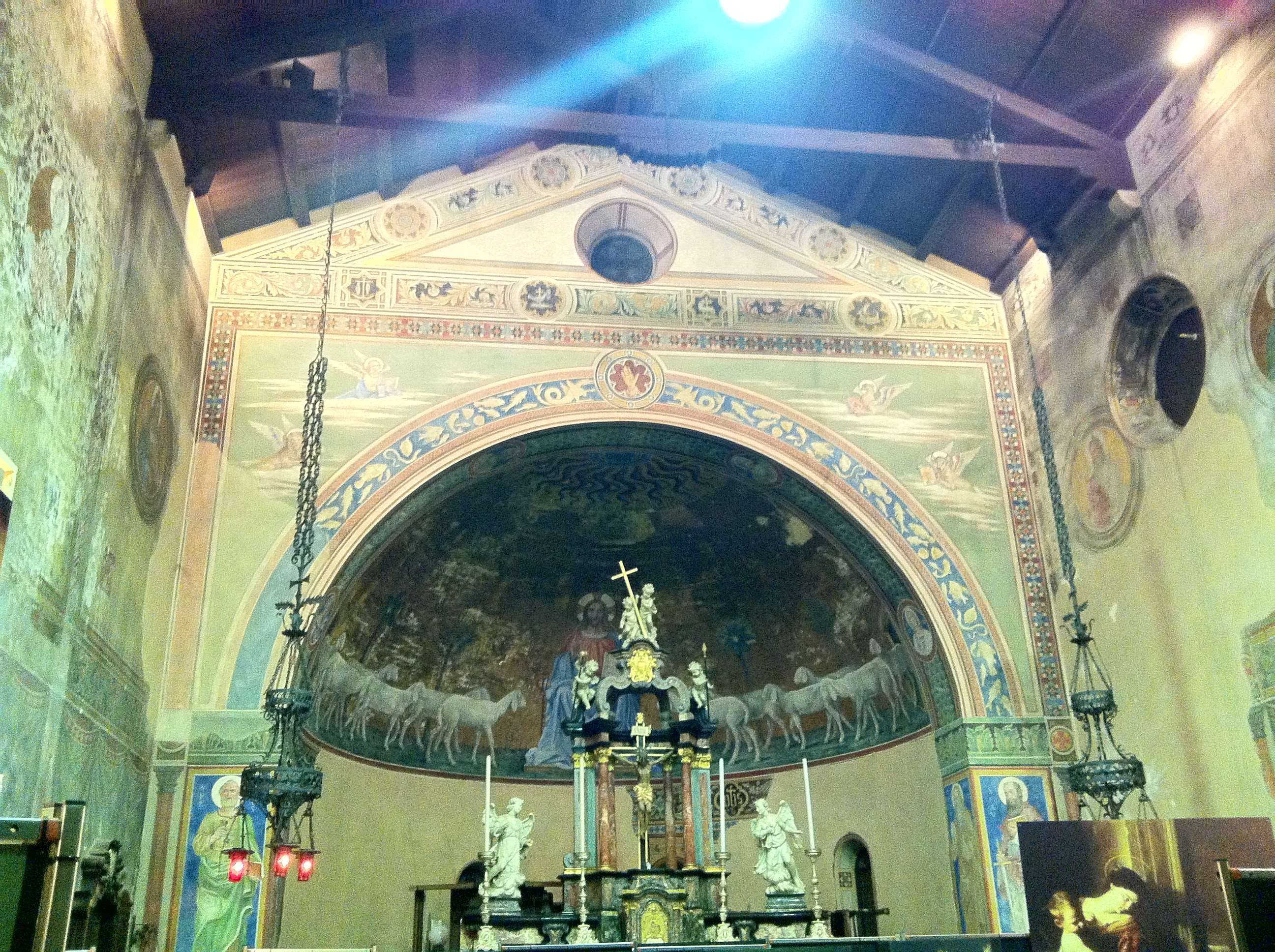
L'interno